# 申高恩
申高恩（韓語：신고은，1986年4月7日—），韓國女演員、歌手。

## 演藝經歷
申高恩於2011年以歌手身份出道，翌年其歌唱實力得到認可，以音樂劇《宮》爲開端，出演了《那些日子》、《洗衣服》、《我愛過你》等作品成為音樂劇演員。 同時，她亦擔任擔任採訪藝人的出鏡記者。2016年，她出演《蒙面歌王》展現歌唱實力，年末獲MBC演藝大賞音樂脫口秀女新人獎。2018年，以參演電視劇《皇后的品格》為開端，正式展開演員活動，並在電視劇《江南醜聞》、《壞愛情》等中擔任主演，以穩定的演技獲得了好評。

## 演出作品

### 電視劇
- 2016年：tvN《獨酒男女》飾演 申高恩（特別出演）
- 2018年：SBS《皇后的品格》飾演 卞賢真
- 2018年：SBS《江南醜聞》飾演 殷素宥
- 2019年：MBC《壞愛情》飾演 崔素媛
- 2022年：ENA《Good Job》飾演 吳雅拉
- 2023年：KBS2《秘密的女人》飾演 鄭冬天／金賢珠（第1-20集）／吳世璘（第21-83集）
- 2025年：tvN《寶物島》飾演 秋慶原（特別出演）

### 綜藝節目
- 2013年：MBC《明日ON》
- 2014年：ETN《MU TALK》
- 2015年：tvN《Conte and the City》

## 音樂作品
- 2011年：《Love Pop》
- 2011年：《永遠》（《欲望的火花》OST）

## 外部連結
- 申高恩的Instagram帳戶
- 申高恩在NAVER上的资料